# 경찰비례의 원칙
경찰비례의 원칙(警察比例의 原則)이란 경찰권의 발동은 사회공공의 질서의 유지를 위하여 참을 수 없는 위해 또는 위해발생의 위험을 제거하기 위하여 필요한 최소한도의 범위 내에 국한되어야 한다는 원칙을 말한다.

## 같이 보기
- 과잉금지의 원칙